# Cerny-en-Laonnois
Cerny-en-Laonnois è un comune francese di 72 abitanti situato nel dipartimento dell'Aisne della regione dell'Alta Francia. Si trova sulle alture dello Chemin des Dames, all'intersezione dell'omonima strada con quella che conduce da Fismes a Laon.

## Società

### Evoluzione demografica
Abitanti censiti